# Andrzej Szostek
Andrzej Ryszard Szostek (ur. 9 listopada 1945 w Grudziądzu) – polski duchowny rzymskokatolicki, marianin, profesor nauk humanistycznych, filozof, etyk, rektor Katolickiego Uniwersytetu Lubelskiego w latach 1998–2004, profesor Uniwersytetu Marii Curie-Skłodowskiej w Lublinie.

## Życiorys
Po złożeniu matury w I Liceum Ogólnokształcące im. Bolesława Chrobrego w Grudziądzu podjął studia historyczne na Uniwersytecie Mikołaja Kopernika w Toruniu, skąd po I roku przeniósł się na teologię do KUL w Lublinie. Pracę magisterską Etyka jako nauka empiryczna w ujęciu T. Czeżowskiego i T. Kotarbińskiego napisał pod kierunkiem ks. kardynała doc. Karola Wojtyły i obronił w 1969, uzyskując magisterium z filozofii chrześcijańskiej; pracę doktorską (Filozoficzne aspekty dyskusji wokół norm ogólnie ważnych we współczesnej teologii) obronił w 1978, a habilitował się w 1989. W 1990 został docentem, w 1992 – profesorem nadzwyczajnym, w 1997 – tytularnym, a w 2000 – profesorem zwyczajnym. Przez całą swą karierę naukową związany z KUL, którego był m.in. prorektorem (1992–1996) i potem przez dwie kadencje (1998–2004) rektorem, i gdzie potem do emerytury w 2018 pozostawał kierownikiem katedry etyki. Jako profesor emeritus KUL współpracuje też, jako profesor wizytujący, z Wydziałem „Artes Liberales” Uniwersytetu Warszawskiego.
Złożył I śluby zakonne w zgromadzeniu księży marianów 15 sierpnia 1970 i wieczyste 15 sierpnia 1973. Wyświęcony na kapłana 23 czerwca 1974 w Górze Kalwarii, od 2006 radny generalny zgromadzenia księży marianów.
Jest siostrzeńcem historyka, prof. Henryka Zielińskiego i wnukiem działacza Związku Polaków w Niemczech, dyrektora szkoły polskiej w niemieckim wówczas Złotowie (Krajna), Juliusza Zielińskiego.
Redaktor czasopisma „Ethos”, członek Papieskiej Akademii „Pro vita”; jest członkiem fundacji Ius et Lex. Członek Polskiej Akademii Umiejętności. Od 2016 członek Rady Narodowego Centrum Nauki.
W 2018 ukazał się, nakładem wydawnictwa „Więź”, wywiad-rzeka dziennikarza i publicysty Ignacego Dudkiewicza z Andrzejem Szostkiem , w którym ksiądz odpowiadając na pytania rozmówcy przedstawia perspektywę nie tylko naukowca, ale także – na przykładzie własnych doświadczeń osobistych – drogę dochodzenia do tych przemyśleń.
Jest jednym z sygnatariuszy opublikowanego 29.10.2020 przez „Więź” apelu 27 księży, nawiązującego do kryzysu w polskim Kościele. 
Pracuje na stanowisku profesora w Katedrze Etyki Instytutu Filozofii na Wydziale Filozofii i Socjologii Uniwersytetu Marii Curie-Skłodowskiej w Lublinie.

## Ordery, odznaczenia i wyróżnienia
- Krzyż Kawalerski (2005)[5]
- Krzyż Oficerski Orderu Odrodzenia Polski (2013)[6]
- Brązowy Medal za Zasługi dla Obronności Kraju
- Medal Komisji Edukacji Narodowej
- Odznaka honorowa „Zasłużony dla Kultury Polskiej”
- Medal za Zasługi dla KUL (2018)
- Honorowy obywatel Lublina (2021)[7]